# Política de Luxemburgo

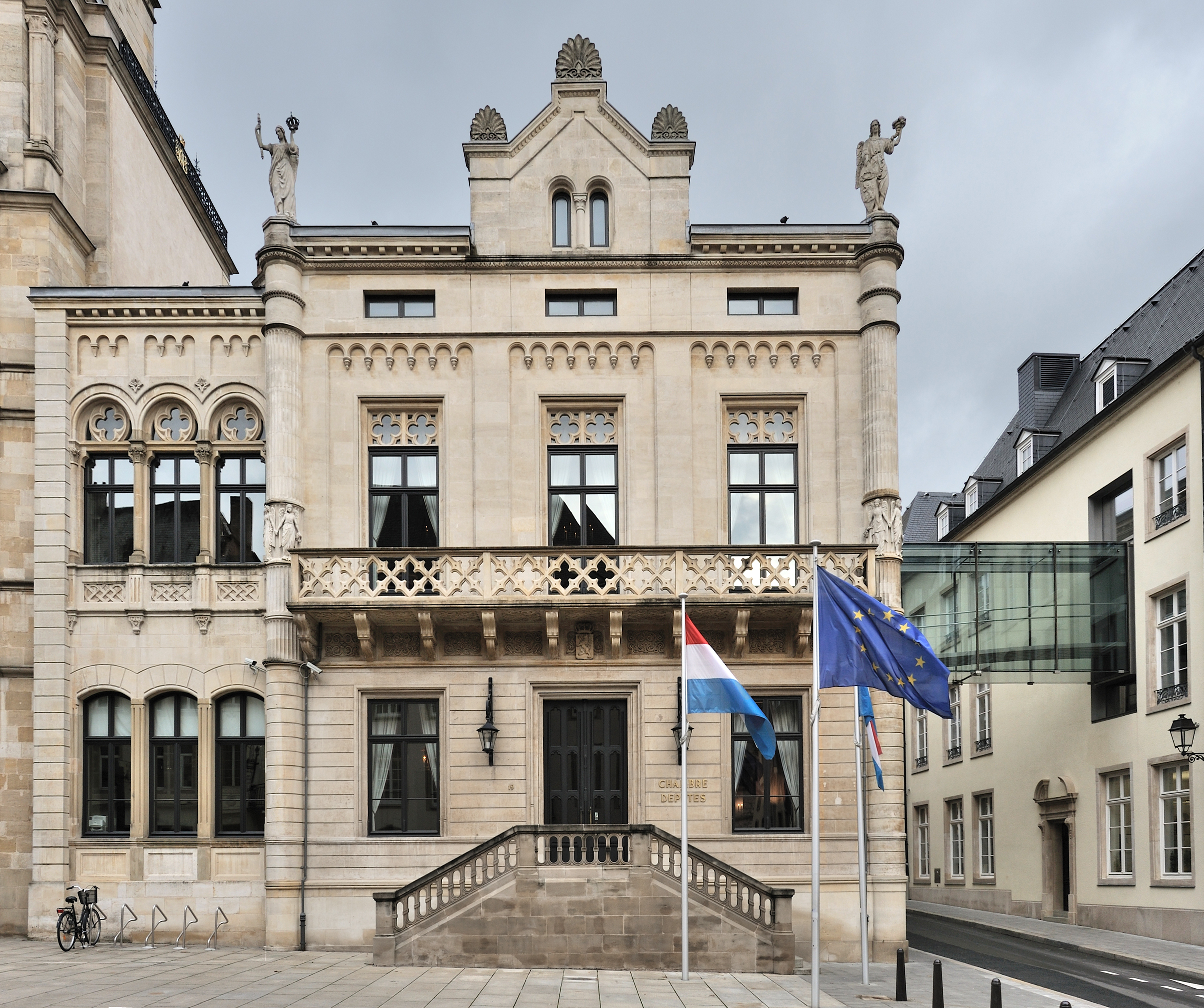
En esta foto se puede observar la Cámara de Diputados de la Ciudad de Luxemburgo.

Luxemburgo tiene un sistema Parlamentario con una monarquía constitucional. Bajo la Constitución de 1868, el poder ejecutivo recae en el Gran Duque y el Consejo de Gobierno (gabinete), que consiste en un primer ministro y algunos otros.
El poder legislativo revierte en la Cámara de los Diputados, elegidos por sufragio directo cada 5 años. Una segunda cámara, el "Conseil d'État" (Consejo de Estado), compuesto de 21 ciudadanos corrientes designados por el Gran Duque, asesoran a la Cámara de los Diputados en la elaboración de la legislación.

## Grupos Políticos

### Partidos
- Partido Alternativo de la Reforma Democrática (ADR) (Fred Keup)
- Partido Popular Social Cristiano (CSV) (Elisabeth Margue)
- Partido Democrático (DP) (Lex Delles)
- Partido Verde (Djuna Bernard y Meris Šehović)
- Partido Obrero Socialista de Luxemburgo (LSAP) (Dan Biancalana y Francine Closener)
- Partido Pirata Luxemburgués (PPL) (Sven Clement)
- Déi Lénk (la Izquierda) (Liderazgo colectivo)
- Partido Comunista de Luxemburgo (KPL) (Ali Ruckert)

### Sindicatos/Grupos de presión
- ABBL (asociación de banqueros).
- ALEBA (unión de comercio financiero).
- Centrale Paysanne (federación de productores agrícolas).
- CEP (cámara del sector profesional).
- CGFP (central sindical de los empleados públicos).
- Chambre de Commerce (Cámara de Comercio).
- Chambre des Metiers (Cámara de Artesanos).
- FEDIL (federación industrial).
- LCGP (central sindical de tradición cristiana).
- OGBL (central sindical de tradición socialista).